# Каперсы
Ка́персы, или Ка́перцы, или Ка́порцы (лат. Cāpparis) — род растений семейства Каперсовые (Capparidaceae), иногда род относят к семейству Капустные (Brassicaceae).

## Описание, распространение
Представители рода — кустарники, деревья, лианы и многолетние травянистые растения. Ареал рода охватывает значительную часть субтропических и тропических областей планеты. Родиной каперсов колючих (Capparis spinosa), наиболее известного и важного в практическом отношении вида, считается Северная Африка и Южная Европа.
Известно, что это растение используется уже почти пять тысяч лет, ещё со времён шумеров. Впервые каперсы упоминаются в 2700 году до н. э. в «Эпосе о Гильгамеше». Каперсник растёт на знаменитой Стене Плача в Иерусалиме, где он пускает корни в расщелины каменных плит, а его побеги свешиваются на несколько метров вниз.

## В кулинарии
В кулинарии (особенно в средиземноморской, итальянской, испанской, французской кухнях) используются нераспустившиеся цветочные бутоны (которые в кулинарии и называют «каперсами» (фр.)), а также созревшие плоды растения каперсы колючие (Capparis spinosa).
Бутоны сортируют по размеру, подвяливают в течение ночи, а затем солят, маринуют, иногда консервируют в уксусе и растительном масле. Считается, что мелкие каперсы имеют более нежный, а крупные — более пряный вкус. Иногда перед приготовлением солёные каперсы предварительно вымачивают, промывают или ошпаривают для удаления избытков соли. Выше всего ценятся плотные маленькие бутоны менее 1 см длиной.
|                                                           |  |
| Цветок (слева) и раскрытый плод (справа) каперсов колючих |  |

Молодые побеги и листья каперсника можно использовать в салатах или мариновать вместе с бутонами. В местах произрастания каперсника можно попробовать даже каперсовый мёд.
Цветы каперсов добавляют в различные салаты. Вкус сырых каперсов более острый, горьковатый.
Каперсы используют с холодными закусками, супами, вторыми блюдами из мяса и рыбы; они входят в состав многих соусов, в том числе майонеза, горячих белых соусов к рыбе и мясу, салатам, сельди и блюдам из томатов; их также растирают с солью, чёрным перцем и подают к сыру. Каперсы — обязательный ингредиент блюд с анчоусами. Маринованные каперсы входят в состав классических французских соусов, таких как тартар, равигот, ремулад, а также каперсного соуса, который готовят на базе белого соуса, добавляя сливки, сливочное масло и каперсы. В Британии горячий соус с каперсами — традиционное дополнение отварной баранины. Каперсы хорошо сочетаются с пряностями — орегано (душицей), розмарином, тимьяном, базиликом и чесноком.
В Италии, Франции, Испании, Северной Африке выращиваются и сортовые каперсы. На итальянском острове Пантеллерия растут каперсы, получившие марку IGP (защищённое географическое наименование), каперсы с острова Санторини считаются лучшими по вкусу, благодаря высокому содержанию вулканического пепла в почве.
Ягоды каперсов сладкие и сочные, напоминающие арбуз. Их обычно едят свежими или варят из них сладкое варенье, мармелад, который подают к сыру. Древние греки сушили плоды каперсов, чтобы использовать их для подслащения блюд.
В средиземноморской кухне используется масло из семян зрелых каперсов, им заправляют салаты; это же масло употребляется в медицине как массажное.

## Виды
По информации базы данных The Plant List (2013), род включает 181 вид. Некоторые из них:
- Capparis crotonantha Standl., эндемик Панамы.

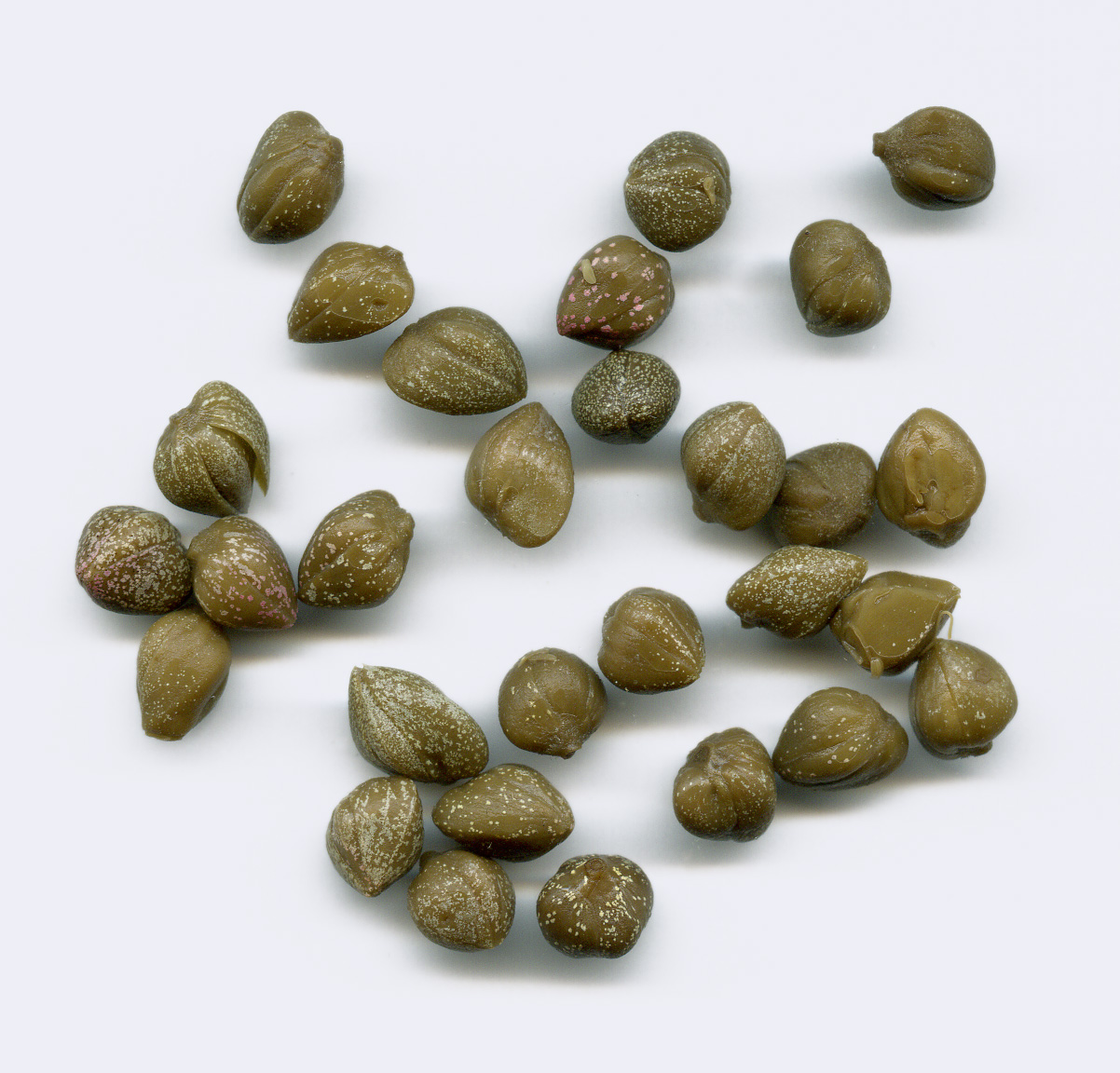
Нераскрывшиеся цветочные бутоны каперсов колючих

- Capparis heterophylla Ruiz & Pav. ex DC., естественная область произрастания — субтропические и тропические леса Эквадора.
- Capparis masaikai H.Lév., произрастает в субтропических районах китайской провинции Юньнань, семена используются в традиционной китайской медицине.
- Capparis mirifica Standl., исчезающий вид из Панамы.
- Capparis mollicella Standl., мексиканский вид.
  - Capparis mucronifolia subsp. rosanowiana (B.Fedtsch.) Inocencio, D.Rivera, Obón & Alcaraz [syn.  Capparis rosanowiana] — эндемик Южного Таджикистана, находится под охраной.
- Capparis pachyphylla Jacobs, вид из Индии.
- Capparis panamensis Iltis, исчезающий вид из Панамы.
- Capparis sandwichiana DC., вид с Гавайских островов.
- Capparis spinosa L. typus[6] — Каперсы колючие
  - Capparis spinosa subsp. nummularia
  - Capparis spinosa subsp. rupestris (Sm.) Nyman
  - Capparis spinosa subsp. spinosa
- Capparis sprucei Eichler, эндемик Перу.